# Lukurmata

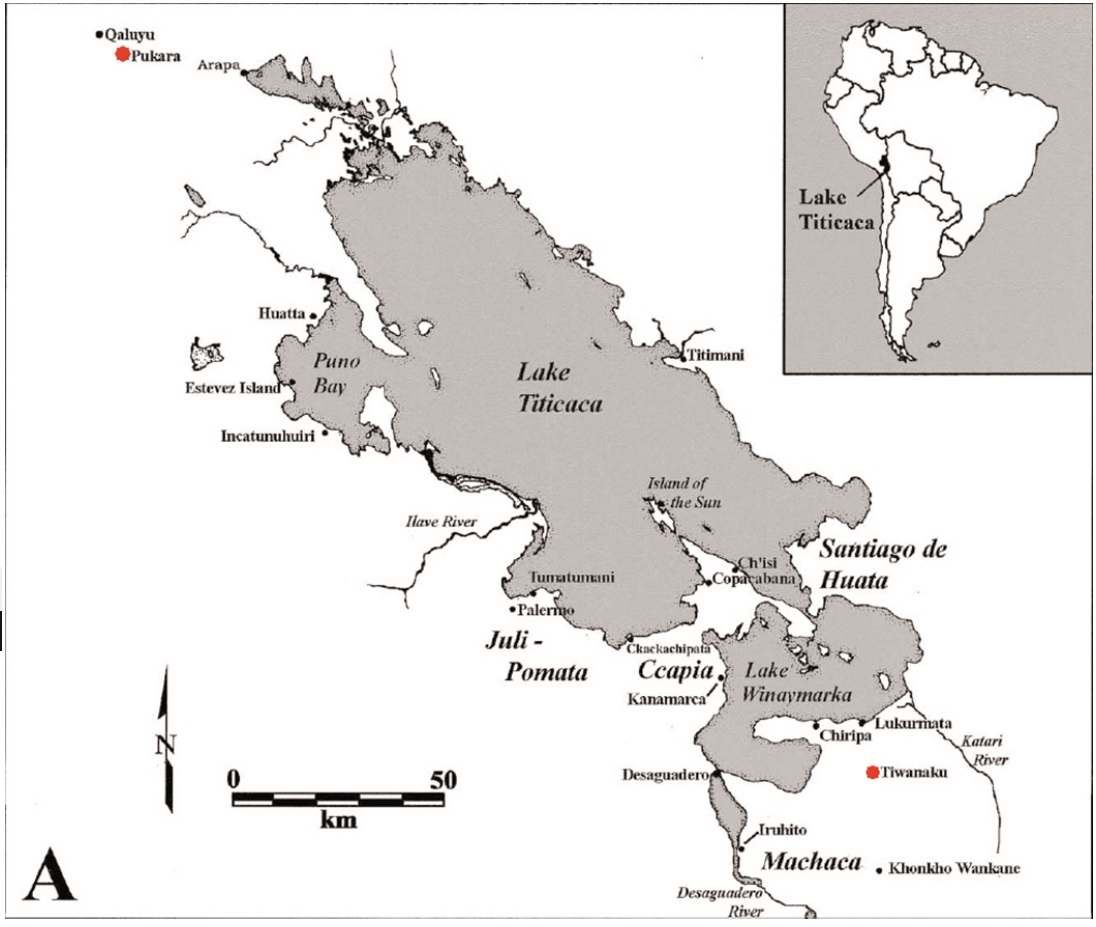
Lage Lukurmatas

Lukurmata ist eine archäologische Stätte am Südufer des Titicacasees. In seinen ersten Jahrhunderten war Lukurmata ein kleines Dorf und wurde 500 n. Chr. in den expandierenden Tiwanaku-Staat eingegliedert. Im Laufe der Zeit entwickelte es sich zum bedeutenden Tiwanakuzentrum des landwirtschaftlichen „Koani Pampa“-Gebiets.